# 石崗機場
石崗機場（英語：Shek Kong Airfield）位於香港新界元朗區八鄉的石崗軍營，鄰近八鄉及錦田，是香港境內第二個建造的機場。石崗機場建於英屬香港時期，是一個軍用機場，當時名為「石崗皇家空軍基地」。目前機場由中國人民解放軍駐香港部隊使用，香港飛行總會則於週末借用石崗機場供飛行訓練及小型飛機起降之用。

## 地理環境
- 石崗機場三面均被高山重重包圍，周邊地理環境較坐落於九龍市區的啟德機場更為複雜：
  - 東面：大刀屻：高565米；
  - 南面：大帽山：高957米；
  - 北面：雞公嶺：高585米。
- 機場跑道較為狹短，只能起降中、小型固定翼飛機及直升機。

## 設施

### 跑道規格
- 一條混凝土跑道
- 跑道編號（方向）：11/29
- 海拔高度：15公尺（50英尺）
- 長：1905公尺（6,250英尺）
- 闊：37公尺（120英尺）
- 沒有平行滑行道，設有控制塔，辦公大樓及消防局等設施。

### 公眾入口
石崗軍營的公眾入口設在錦田公路250號。

### 空中交通服务通信设施通信频率
塔台管制：123.6MHz（中国人民解放军驻香港部队，小型飞机，飞行训练使用）
呼号：石岗

## 發展史

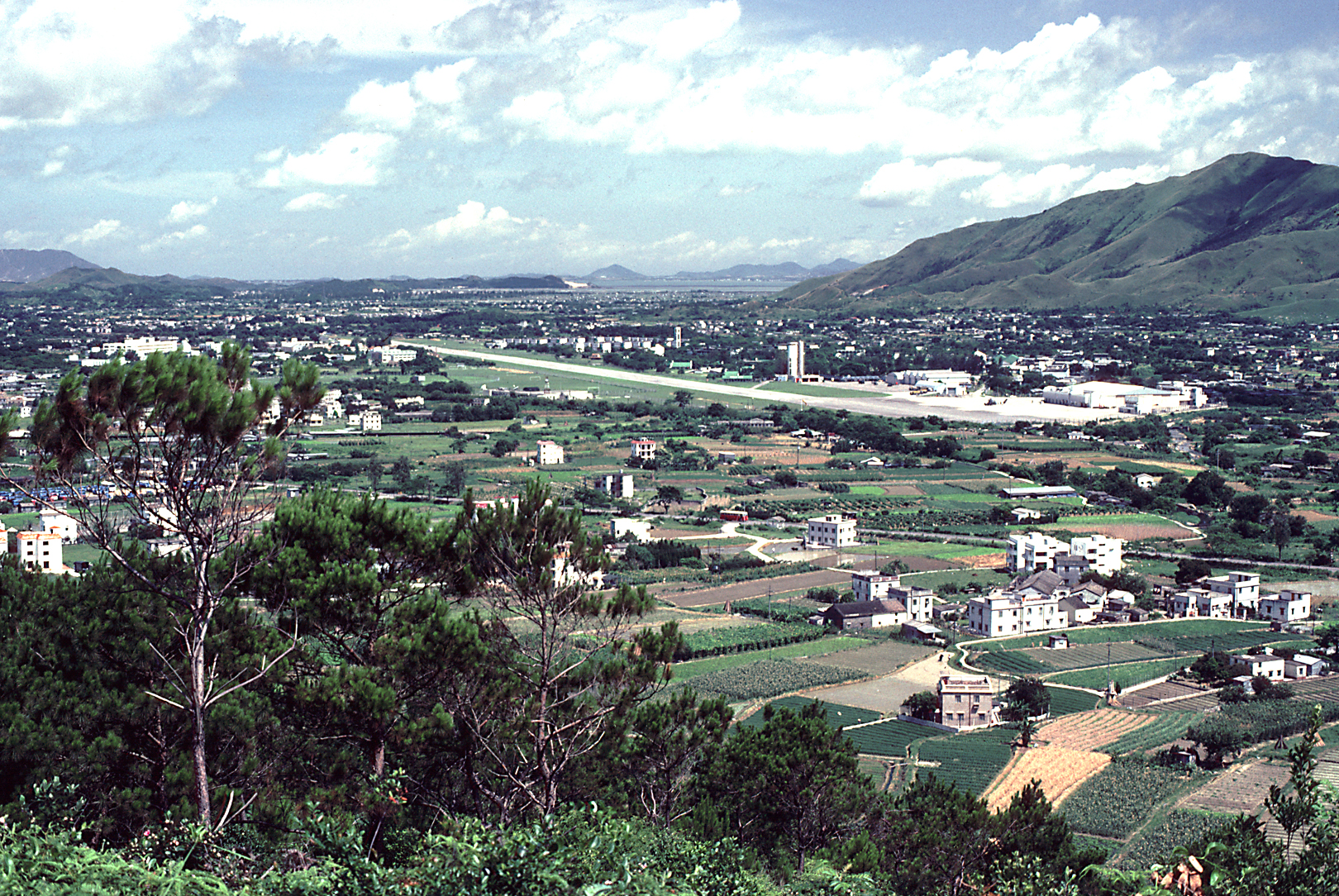
1983年時的石崗空軍基地
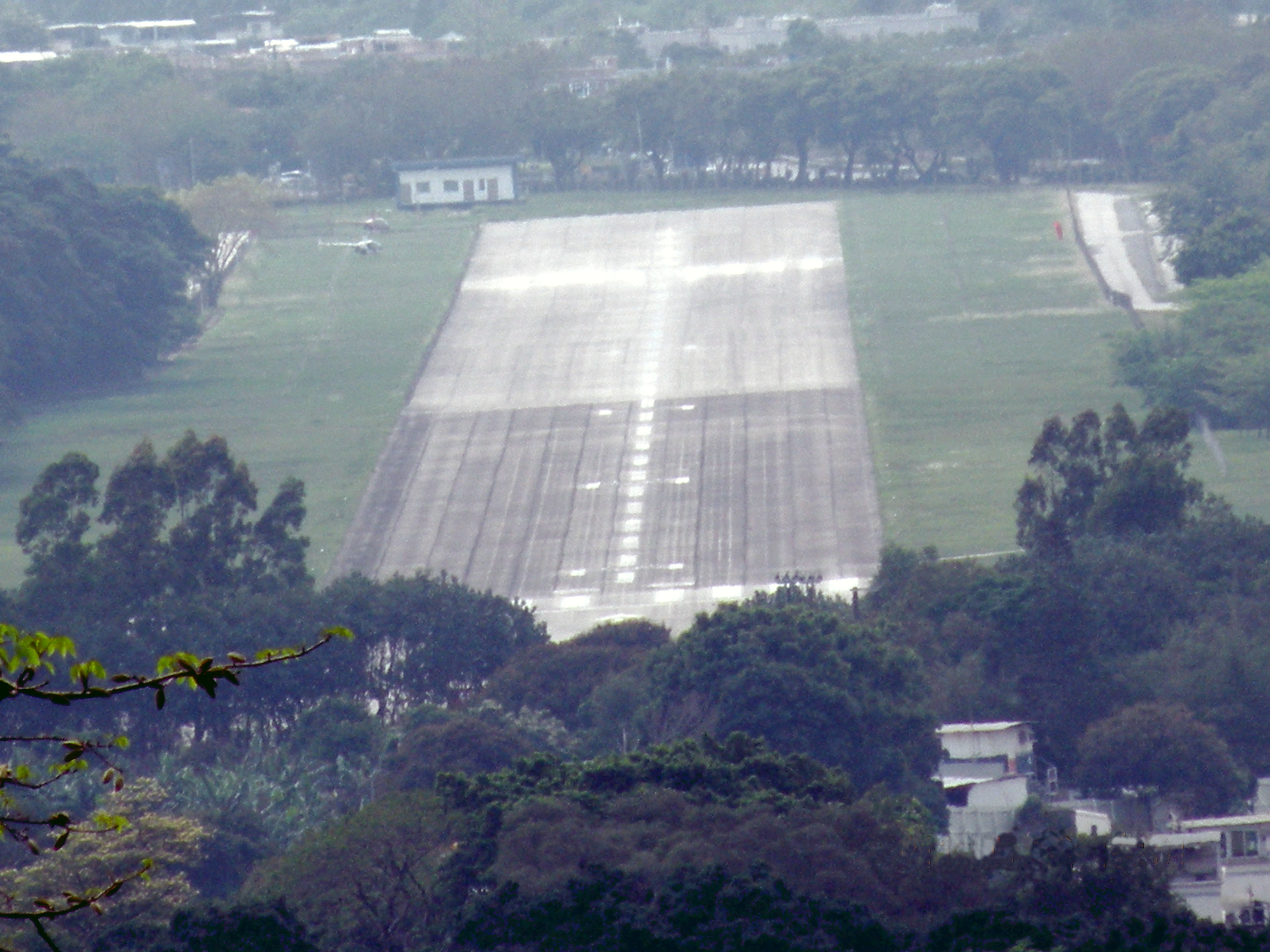
石崗機場的跑道

### 建造及停建
1937年7月7日，中國大陸抗日戰爭全面爆發，英國政府為加強香港的空防，決定在石崗興建一個軍用機場供駐港英軍使用，預計可容納3支空軍中隊，土地平整工程於1938年展開。1938年10月，日軍在大亞灣登陸後不足十天便擊潰中國軍隊並攻佔廣州，深圳亦被日軍控制，英軍建設中的石崗機場因而落入日軍火炮的射程範圍內。
1939年，英軍因為日軍攻佔深圳，在日軍炮火威脅下，石崗機場缺乏使用價值，石崗機場又位於醉酒灣防線以北而無險可守，加上駐港英軍受兵力所限需要縮減駐防範圍，英軍因此決定放棄繼續興建石崗機場。同年，大量來自中國大陸的難民湧入當年只有1百萬人口的香港，機場被停建後，香港政府為安置中國大陸難民，把附近一帶改建為難民營。1941年12月8日，日本發動太平洋戰爭，香港保衛戰爆發，日軍於開戰當日攻佔石崗機場的工地。在日佔時期，石崗機場有部份用地被闢作農地及日軍補給站，直至1945年8月香港重光。

### 戰後擴建及改建
1950年，韓戰爆發，英國為加強香港的防衛，復建已荒廢多年的石崗機場，以供皇家空軍進駐之用，成為石崗皇家空軍基地（RAF Sek Kong）。1978年3月31日，英國皇家空軍撤出在啟德機場的啟德皇家空軍基地，以供香港政府擴建啟德機場及發展機場周邊地區，原駐守啟德機場的皇家空軍第28中隊改以石崗機場為基地。
1980年代，大量越南船民湧入香港，由於英軍此時在香港只操作直升機，不需使用跑道升降，同意香港政府將石崗機場徵用作為「石崗船民營」，機場跑道上興建了多棟營房，至於停機坪則被闢作小型賽車場，稱為「石崗賽車場」。1992年，因為「石崗船民營」關閉，駐港英軍再度進駐石崗機場，「石崗賽車場」也隨土地被收回而關閉。

## 使用情況
1997年6月30日及以前，石崗機場長期是英國皇家空軍駐港部隊的軍用機場，部署時間最長的空軍單位是皇家空軍第28中隊，除了在1950年代曾經三度來港進駐外，其第四度進駐從1978年開始至1996年撤出；英國陸軍航空團的直升機也經常使用石崗機場；皇家香港輔助空軍雖然以啟德機場為總部，但也經常在該機場操作直升機，機場亦全年開放給香港飛行總會作為小型飛機的學習及升降之用。1990年代，因為駐港英軍人數縮減，導致為英軍服務的廚師收入大減，英軍指揮官於是容許市民進入石崗軍營的餐廳用餐，以幫補營內廚師的生計。
由1997年7月1日開始，機場由中國人民解放軍駐香港部隊使用，亦開放予政府飛行服務隊作訓練場地，香港飛行總會則可於週六日借用場地供學習及駕駛小型飛機。
由2019年11月起，因爲機場跑道在2020年進行維修工程而關閉，到2020年年初又因2019冠狀病毒病疫情，機場繼續暫停供香港飛行總會借用，導致越來越多飛行員累計飛行時數不足而未能續領駕駛飛機的執照，經傳媒查詢後，保安局僅稱駐軍會在條件合適時考慮批准再次借用。

## 駐軍

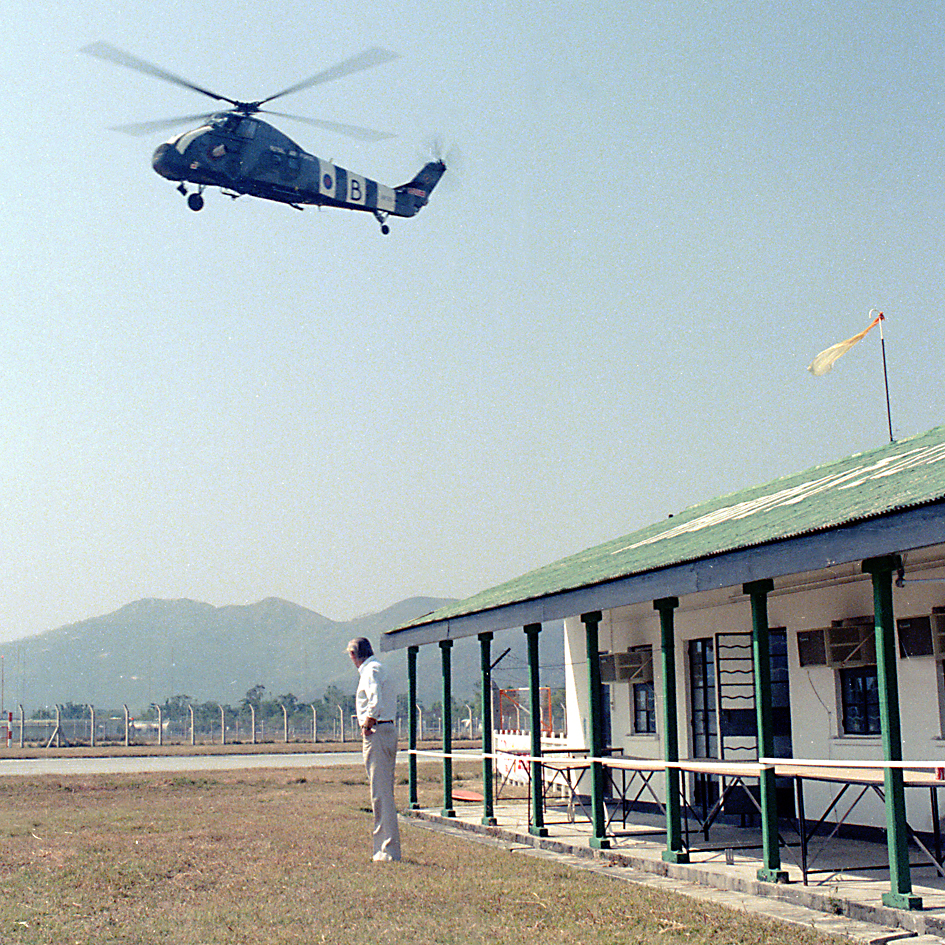
1983年，皇家空軍第28中隊正在於石崗機場操作威塞克斯式直升機

英國皇家空軍在1950年至1996年間是石崗機場的主要使用者，英屬香港的空軍部隊皇家香港輔助空軍也經常使用該機場。在英軍駐紮時期，石崗機場的名稱是「石崗皇家空軍基地」
以下是英國皇家空軍在1997年前部分駐紮在此的部隊：
- 皇家空軍第80中隊：1950年1月3日至2月1日、1950年3月7日至4月28日
- 皇家空軍第28中隊：1950年5月1日至10月7日、1951年3月28日至1955年8月15日、1955年12月5日至1957年6月14日、1978年5月17日至1996年11月1日

英國陸軍航空團亦曾經在此小規模駐軍：
- 英國陸軍航空團第660中隊（英语：No. 660 Squadron AAC）

自1997年香港主權移交後，中國人民解放軍在此駐軍：
- 中國人民解放軍第39968直升機連

## 駐軍機種
| 生產商／型號       | 種類   | 時期          |
| ------------------ | ------ | ------------- |
| 迪哈維蘭大黃蜂式   | 戰鬥機 | 1950年代      |
| 迪哈維蘭吸血式     | 戰鬥機 | 1951年-1954年 |
| 韋斯特蘭旋風式     | 直升機 | 1968年-1972年 |
| 韋斯特蘭威塞克斯式 | 直升機 | 1972年-1997年 |

| 生產商／型號     | 種類   | 時期     |
| ---------------- | ------ | -------- |
| 韋斯特蘭偵察兵式 | 直升機 | 1970年代 |

| 生產商／型號          | 種類   | 時期     |
| --------------------- | ------ | -------- |
| 韋斯特蘭野鴨式        | 直升機 | 1960年代 |
| 法國宇航雲雀III型     | 直升機 | 1970年代 |
| 法國宇航SA365C1海豚式 | 直升機 | 1980年代 |

| 生產商／型號    | 種類                                           | 駐守數量 | 日期           |
| --------------- | ---------------------------------------------- | -------- | -------------- |
| 哈爾濱飛機直-9  | 攻擊型直升機 （法國海豚2型直升機授權生產版本） | 8        | 1997年至2022年 |
| 哈爾濱飛機直-8  | 運輸搜救直升機                                 | 4        | 2012年至2022年 |
| 昌河飞机直-10K  | 武装直升机                                     | 6        | 2022年至今     |
| 哈爾濱飛機直-20 | 通用直升机                                     | 6        | 2022年至今     |

## 飛行意外
- 1978年9月4日，著名香港電影演員喬宏與一位飛行學生，駕駛一架小型飛機，在石崗機場附近大帽山山腰失事，飛機損壞，幸好僅在大腿皮膚被灼傷。
- 2005年1月15日下午3時20分，一名香港飛行總會的學員在石崗機場進行駕駛Cessna 152型（英语：Cessna 152）飛行訓練，於飛機降落時發生事故，事件中並無人受傷，亦未有對石崗機場造成任何損毀。[7]
- 2013年9月28日上午10時左右，一名香港飛行總會的會員駕駛Cessna 172型降落時於跑道意外反轉，機上兩人受輕傷。[8]
- 2016年2月27日，香港飛行總會一架Zlin Z242L型號單引擎定翼飛機失事墜落吐露港海面，機師死亡。[9]
- 2016年5月21日下午5時許，石崗機場發生小型飛機Cessna152降落時發生「甩轆」意外，當時一架小型飛機降落時疑頭轆著地時甩脫，引致機身失平衡向前衝「趴地」，幸機師未有受傷。  [10]
- 2018年6月24日，香港飛行總會一架Zlin Z242型號小型飛機失事墜落大埔馬屎洲，機師安全獲救。當時機師於石崗駕駛小型飛機，飛至大埔馬屎洲上空時失事下墜，以均速直撞向一個山坡，飛機掛在樹上，幸無起火。目擊者指，下午4時許，他在大尾督船灣淡水湖一帶，發現一架小型飛機在半空飛行及打圈，懷疑進行花式練習。其後目撃飛機「水平地旋轉向下墜地，機肚落地」，其間無煙無火，僅傳出輕微碰撞聲。其後水警輪已到場，將機師救出送走。機師可以自行走動，傷勢不重。[11]
- 2019年5月19日下午5時25分，發生B-KTK直升機墜毀事故
- 2020年3月30日下午，發生解放軍駐港部隊直升機失事事故

## 考古發現
石崗機場曾出土過唐代骨灰罈（ 資料來源：《 廣東晉至唐文物》中文大學出版社，香港，一九八五年初版）

### 引用
1. 1 2  . 香港. 2015年07月: 54. ISBN 9789620437762.
2. ↑  . 蘋果日報. 2014-02-03  [2021-06-26]. （原始内容存档于2020-09-14）.
3. ↑  . 香港01. 2021-01-12  [2021-06-27]. （原始内容存档于2021-06-27）.
4. ↑  . 蘋果日報. 2007-04-20  [2021-03-29]. （原始内容存档于2021-03-29）.
5. ↑  . 香港01. 2017-06-28  [2021-03-28]. （原始内容存档于2021-06-21）.
6. ↑  . 東方日報. 2021-01-12  [2021-12-08]. （原始内容存档于2021-12-08）.
7. ↑  . 政府新聞公告.   [2011-11-26]. （原始内容存档于2017-09-16）.
8. ↑  . 星島日報.   [2013-09-28]. （原始内容存档于2016-03-16）.
9. ↑  . 香港政府新聞網. 2016-02-27  [2016-03-07]. （原始内容存档于2019-09-10）. （页面存档备份，存于）
10. ↑  . 明報.   [2016-05-21]. （原始内容存档于2016-08-06）.
11. ↑  . 香港01. 2018-06-24  [2019-04-08]. （原始内容存档于2021-08-07）. （页面存档备份，存于）

### 書籍
- 宋軒麟：《香港航空百年》，三聯書店，ISBN 962-04-2188-4.

## 外部連結
- Helicopter Database - HK Sek Kong
- 石崗機場簡單資訊（英文）
- Crest Badge and Information of RAF Sek Kong（页面存档备份，存于）（英文）
- History of RAF（英文）